# Gustav Wilhelm von Wedel

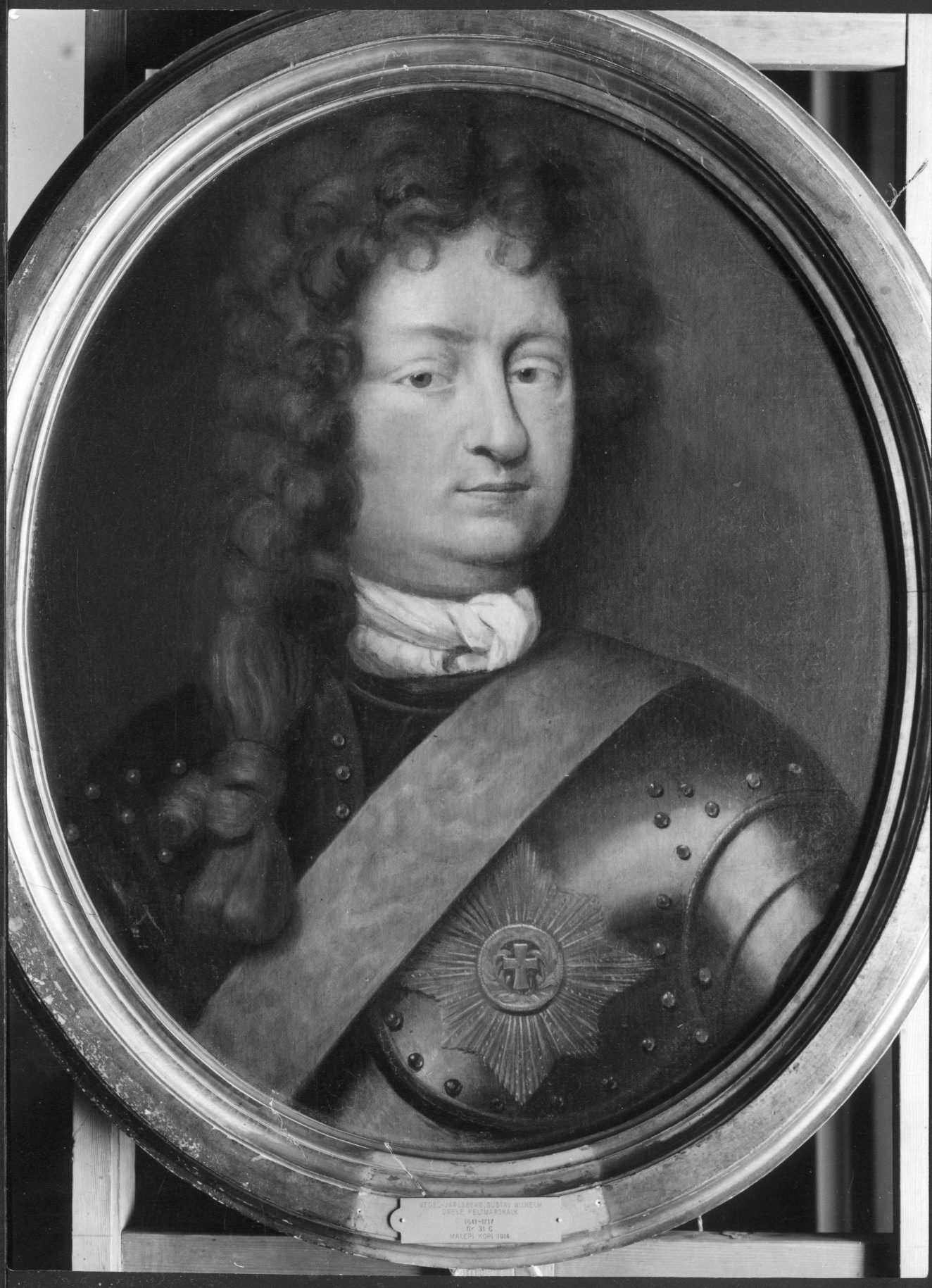
Gustav Wilhelm von Wedel

Freiherr Gustav Wilhelm von Wedel (* 24. Juni 1641 in Königsberg; † 21. Dezember 1717 in Oldenburg) war ein General in Diensten des Bischofs von Münster und als dänischer Feldmarschall kommandierender General von Norwegen.

## Herkunft
Wedel entstammte dem Uradelsgeschlecht Wedel und war der jüngste Sohn des Jürgen Ernst von Wedel, Herr auf Spiegel und Butow in der Nähe von Reetz in der Neumark, der als Generalmajor in schwedischen Diensten stand, und der Anna von Ahlefeldt († 1660). Als Gustav Wilhelm geboren wurde, war sein Vater Gesandter der Königin Christina von Schweden am Hof des Kurfürsten von Brandenburg. Sein Bruder Wilhelm Friedrich von Wedell (* 4. Dezember 1640; † 7. Februar 1706) ist Begründer der Linie Wedel-Wedellsborg.

## Leben
Gustav Wilhelm von Wedel gehörte im Jahr 1664 zu den Freiwilligen, die im Auftrag des Kurfürsten Friedrich Wilhelm von Brandenburg mit den Truppen des Kaisers gegen die Türken in Ungarn kämpften. Auf dem Feldzug traf er den Bischof von Münster, Christoph Bernhard von Galen, der ihn für seine Truppen anwarb. Am Hof des Bischofs traf er seine spätere Frau, die reiche Erbin Marie von Ehrentreuter, die die Evenburg in Leer mit in die Ehe einbrachte.

### Holländischer Krieg und Nordischer Krieg
Im Holländischen Krieg war Wedel an der Seite Frankreichs 1672 Oberst der Kölnisch-Münsterschen Truppen. Die Truppen rückten rasch bis Groningen vor. Der dortige Kommandant Carl von Rabenhaupt verteidigte die Stadt geschickt und ließ das Umland unter Wasser setzen. Nachdem das eroberte Coevorden am 30. Dezember 1672 verloren gegangen war, beauftragte der Bischof Wedel, die Festung zurückzuerobern. Im Mai 1673 stand Wedel vor der Festung. Er ließ die Vechte, die den Festungsgraben speiste, aufstauen. Das Wasser soll bereits in den Straßen gestanden haben, als am 1. Oktober ein Sturm den Damm zum Bersten brachte, wodurch 1400 Soldaten und Bauern ertranken. Die Niederländer belagerten nun Bonn, das Ende November kapitulierte. Am 22. April 1674 schloss der Bischof von Münster Frieden. Infolgedessen musste er 10.000 münsterländische Soldaten für den Reichskrieg gegen Frankreich stellen. Das Kommando über die Truppen erhielt der Generalleutnant Hermann Lothar von Post. Wedel wurde zum Generalmajor befördert und zog mit den Truppen an den Oberrhein, wo aber keine Kampfhandlungen stattfanden. Im Herbst starb Post und Wedel übernahm das Kommando.
Im Schwedisch-Brandenburgischen Krieg hatten die Brandenburger die mit Frankreich verbündeten Schweden im Sommer 1675 bei Fehrbellin besiegt. Im Bremen-Verdener Feldzug griff nun der Kurfürst von Brandenburg im Bündnis mit den braunschweig-lüneburgischen Herzögen, dem dänischen König Christian V. sowie dem Bischof von Münster die schwedischen Besitzungen Bremen-Verden an. Wedel kommandierte erneut seine Münsteraner. Er schloss Stade ein und eroberte am 12. Januar 1676 Carlsburg bei Lehe. Nach der Kapitulation von Stade am 13. August waren die schwedischen Besitzungen erobert. Danach wurde Wedel Generalleutnant und der Bischof unterstellte seine Armee dem verbündeten spanischen Oberkommandierenden Carlos de Gurrea, Herzog von Villahermosa, ohne dass es zu Kämpfen kam.
Im weiteren Verlauf des Nordischen Krieges ließ der Bischof 1678 zur Unterstützung der Dänen 11.000 Soldaten in Schonen landen. Wedel konnte nach dreitägiger Beschießung Helsingborg erobern. Unter dem Oberbefehl von General Friedrich von Arensdorff marschierte die Truppe dann zum Entsatz von Christianstadt. Der Entsatz missglückte und Christianstadt kapitulierte am 3. August. Dennoch zeichnete der dänische König Wedel mit dem Oberbefehl über die dänischen Truppen aus.

### In dänischen Diensten
Am 19. September 1678 starb der Bischof und sein Nachfolger rief die Truppen zurück. Diese hatten aber einen Eid auf den dänischen König geschworen und blieben. So wechselte Wedel als Feldmarschallleutnant in dänische Dienste und wurde am 6. Februar 1679 zum Ritter des Elefanten-Ordens ernannt. Am 8. Januar 1684 wurde er in den dänischen Grafenstand erhoben und 1687 dänischer Feldmarschall, bis er am 2. Juli 1692 zum Gouverneur der Grafschaften Oldenburg und Delmenhorst ernannt wurde. Zudem war er ab 1699 General en chef der norwegischen Armee.
Im Jahr 1693 führte Wedel ein letztes Mal die dänischen Truppen. Mit 5000 Mann sollte er die Befestigung von Ratzeburg durch den Herzog von Celle verhindern, was er durch Beschießen der Stadt erreichte. Nach der Thronbesteigung von Friedrich IV. wurde er nach Norwegen versetzt, wo er die Verteidigung reorganisierte. Er erkannte, dass man mit den wenigen Soldaten das Land nicht verteidigen konnte und beschränkte sich auf die Besetzung wichtiger Pässe und Städte. Er konnte sich aber mit dem kalten Land wegen seiner Gicht nicht anfreunden und verließ 1704 Norwegen und regierte von da an in Oldenburg.
Als Wedel 1717 im Schloss zu Oldenburg starb, hinterließ er ein bedeutendes Vermögen. Dazu zählte auch die Herrschaft Jarlsberg bei Christiania, die 1684 zur Lehnsgrafschaft Jarlsberg erhoben wurde und die er bereits im September 1683 von Ulrich Friedrich Gyldenlöwe, dem Sohn des Königs, gekauft hatte. Um bezahlen zu können, hatte er alle seine märkischen Güter verkauft.

## Familie
Gustav Wilhelm von Wedel heiratete am 21. Juni 1665 Marie von Ehrentreuter (* 31. Juli 1633; † 26. Oktober 1702). Sie war die Tochter des Kommandanten in Leerort Eberhard von Ehrentreuter (* 13. September 1596; † 31. Dezember 1664) und der Eva von Ungnad, Erbin der Evenburg, der Herrlichkeiten Loga und Logabirum in Ostfriesland. Das Paar hatte folgende Kinder:
- Georg Ernst Graf von Wedel-Jarlsberg (* 23. Mai 1666; † 30. Januar 1717) dänischer Diplomat ⚭ 2. April 1699 in Kopenhagen Wilhelmine Juliane von Aldenburg (* 4. Mai 1665; † 18. November 1746)
- Charlotte Elisabeth (* 5. Juni 1667; †  22. August 1758)
- Erhard Frederik (* 26. November 1668; † 24. Juli 1740) dänischer Generalfeldmarschall ⚭ Marie Juliane von Freytag zu Gödens (* 6. Februar 1684; † 2. Oktober 1727)
- Anton Wilhelm (* 6. Mai 1670; † 4. November 1716)
- Christoph Bernhard (* 9. April 1672; † 10. Juni 1678 [1676?])
- Marie Juliane (* 9. Dezember 1675; † 1747)

Der Sohn Georg Ernst begründete die dänische Linie Wedel-Jarlsberg, starb aber vor seinem Vater. Dessen Sohn Friedrich Anton von Wedel-Jarlsberg erbte die Lehnsgrafschaft Jarlsberg von seinem Großvater Gustav Wilhelm. Der Sohn Erhard Frederik bekam die Evenburg und begründete die ostfriesische Linie.